# Dytrochej
Dytrochej – w wersyfikacji antycznej stopa wierszowa składająca się z czterech sylab: długiej, krótkiej, długiej, krótkiej (); podwójny trochej. Współcześnie dytrochejem nazywa się niekiedy peon III z uwagi na występowanie akcentu pobocznego na sylabie pierwszej.